# Aucklandella hudsoni
Aucklandella hudsoni là một loài tò vò trong họ Ichneumonidae.